# Elizabeth von Arnim
Elizabeth von Arnim, pseudonimo di Mary Annette Beauchamp; altro pseudonimo talora utilizzato: Alice Cholmondeley (Kiribilli Point, 31 agosto 1866 – Charleston, 9 febbraio 1941), è stata una romanziera britannica nata in Australia.

## Biografia
Elizabeth von Arnim, il cui vero nome era Mary Annette Beauchamp, nacque in Australia in una famiglia della borghesia coloniale inglese di Sydney. Il padre Henry Herron Beauchamp (1825-1907) era un commerciante, mentre la madre era Elizabeth (Louey) Weiss Lassetter (1836-1919). Una sua cugina prima, Kathleen Beauchamp, diventò anch'essa scrittrice con lo pseudonimo di Katherine Mansfield.

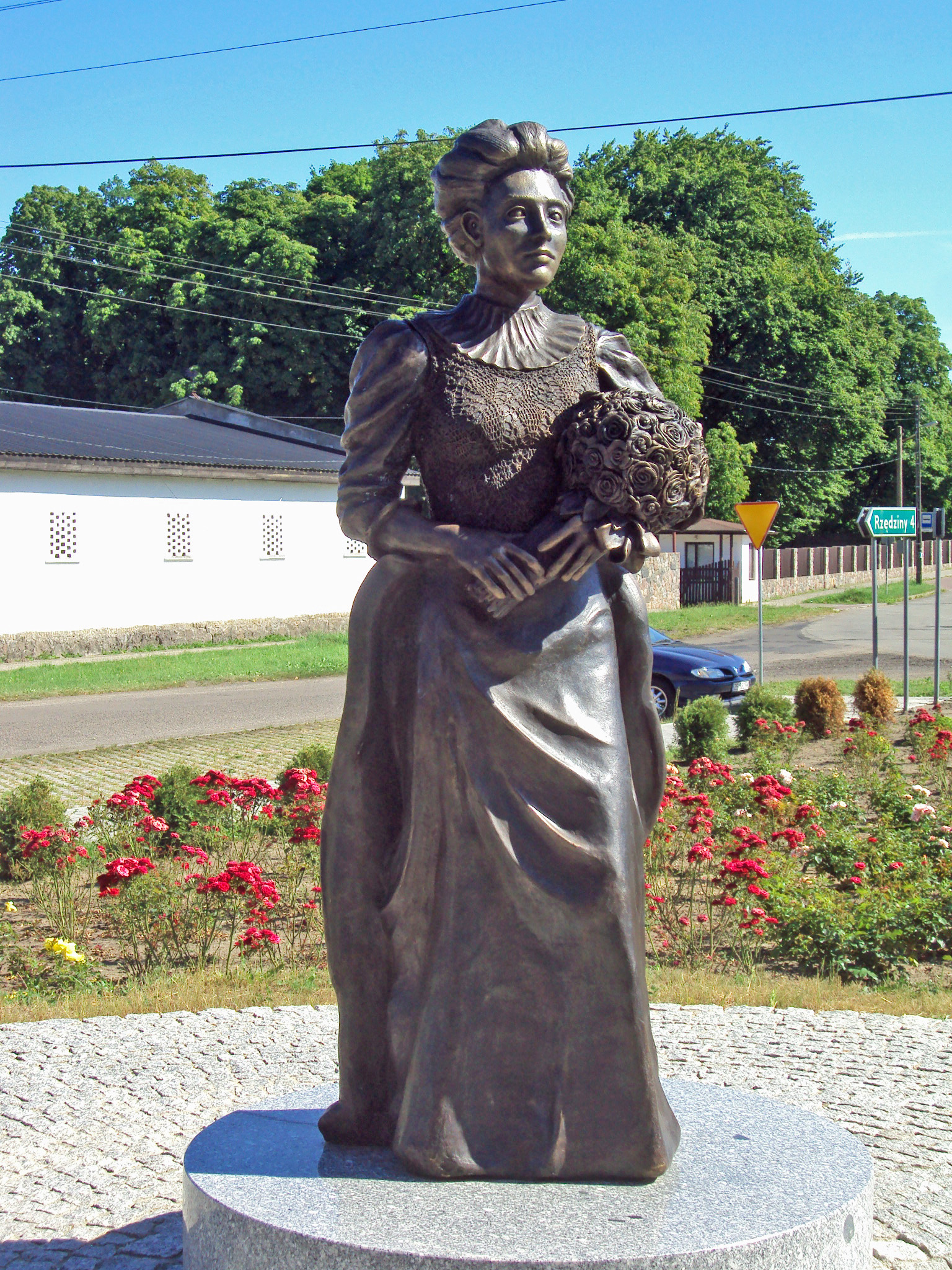
Monumento a Elizabeth von Arnim a Buk (Polonia)

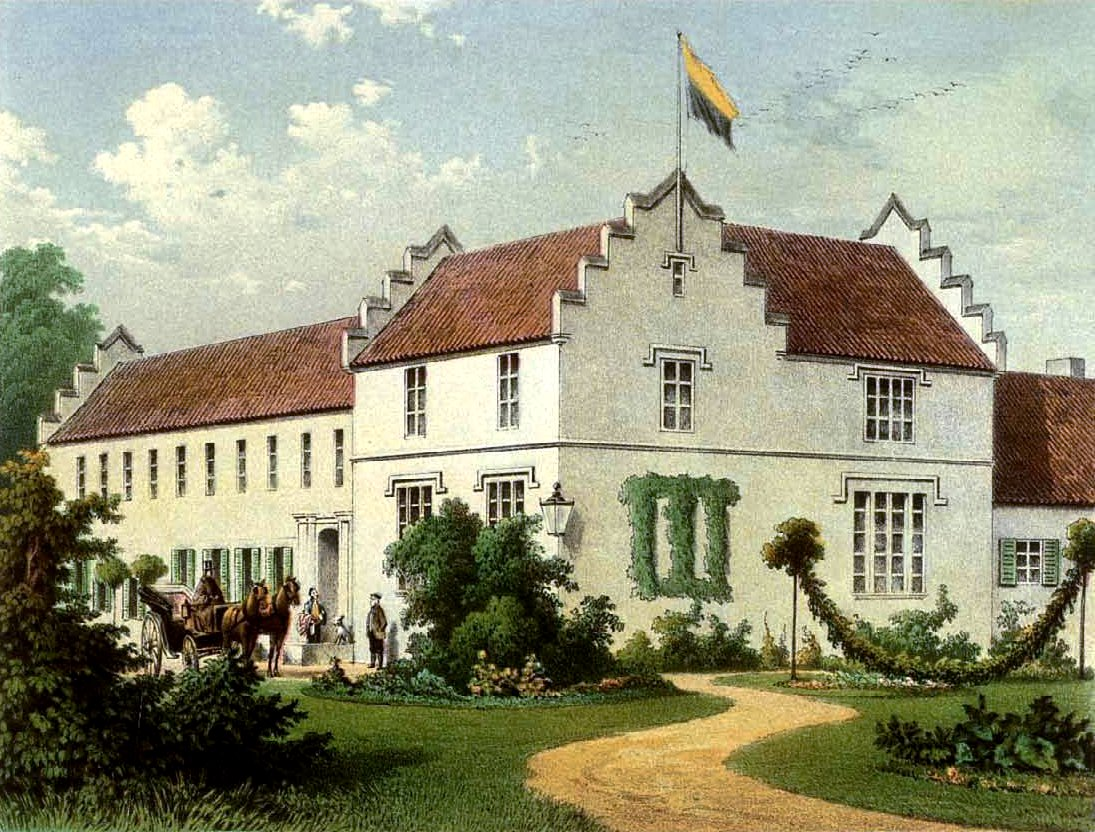
Maniero degli Arnim a Nassenheide nel 1860, Collezione Alexander Duncker

Nel 1891 sposò a Londra il conte tedesco Henning August von Arnim-Schlagenthin, conosciuto durante un viaggio in Italia: con il matrimonio Elizabeth von Arnim acquisì automaticamente la cittadinanza tedesca. I coniugi vissero dapprima a Berlino e successivamente nella residenza degli Arnim a Nassenheide, in Pomerania (oggi Rzędziny, Polonia). Dalle nozze nacquero cinque figli: quattro femmine e un maschio. Fra i precettori dei bambini a Nassenheide vi furono E.M. Forster e Hugh Walpole. Il matrimonio non fu tuttavia molto felice per l'incompatibilità con il carattere del marito (che la scrittrice nella sua autobiografia chiamerà "Man of Wrath", uomo dell'ira) e - successivamente - per le difficoltà finanziarie seguite all'incarceramento del marito per truffa. La carriera di scrittrice iniziò nel 1899 con la pubblicazione de Il giardino di Elizabeth, opera semi-autobiografica anonima in cui l'io scrivente si chiamava "Elizabeth", senza cognome. Il romanzo ebbe immediatamente successo e fu ristampato più volte. L'autrice pubblicò a breve distanza altri due romanzi semi-autobiografici: The Solitary Summer (1899) e The Benefactress (1902). I successivi diciotto volumi vennero pubblicati con la dicitura «by the author of Elizabeth and her German garden». In seguito l'autrice firmò le sue opere più semplicemente come "Elizabeth", nome con cui si fece chiamare anche in famiglia.
Nel 1908 lasciò Nassenheide per tornare a Londra. Rimasta vedova nel 1910, dal 1910 al 1913 fu amante di H. G. Wells. Nel 1916 sposò in seconde nozze il duca John Francis Stanley Russell (1865–1931), fratello maggiore del filosofo Bertrand Russell. Nello stesso anno morì la giovane figlia Felicitas, che si era recata in Germania per perfezionarsi nello studio della musica: la vicenda, somigliante a quella della protagonista del romanzo epistolare Christine, spinse Elizabeth a trasferirsi negli Stati Uniti. Anche il matrimonio con Russell fu poco fortunato: i due coniugi si separarono nel 1919, anche se non divorziarono mai. Elizabeth von Arnim trascorse gli ultimi anni della sua vita in Europa (Svizzera e Costa Azzurra). Nel 1936 pubblicò la sua autobiografia e, allo scoppio della Seconda guerra mondiale (1939), si trasferì definitivamente negli Stati Uniti, dove morì il 9 febbraio 1941.

## Opere (selezione)
Elizabeth von Arnim scrisse ventuno romanzi. I suoi testi sono ripubblicati con continuità nella lingua originale e sono stati tradotti quasi tutti anche in lingua italiana.
- Il giardino di Elizabeth (Elizabeth and Her German Garden, 1898)[2]
- Un'estate da sola (The Solitary Summer, 1899)[5]
- April Baby's Book of Tunes (1900)
- Il circolo delle ingrate (The Benefactress, 1901)[6]
- Elizabeth a Rügen (The Adventures of Elizabeth in Rügen, 1904)[7]
- Una principessa in fuga (Princess Priscilla's Fortnight, 1905)
- Una donna indipendente (Fräulein Schmidt and Mr Anstruther, 1907)[8]
- La memorabile vacanza del barone Otto (The Caravaners, 1909)[9]
- La moglie del pastore (The Pastor's Wife, 1914)[10]
- La storia di Christine (Christine, 1917) (pubblicato con lo pseudonimo di Alice Cholmondeley)[11]
- Due gemelle in America o Cristoforo e Colombo (Christopher and Columbus, 1919)[12][13]
- Uno chalet tutto per me (In the Mountains, 1920); ripubblicato nel 2018 da Fazi Editore con il titolo Un'estate in montagna
- Vera (Vera, 1921)[14]
- Un incantevole aprile o Incanto di aprile (The Enchanted April, 1922)[15]
- Amore (Love, 1925)[16]
- Vi presento Sally (Introduction to Sally, 1926)[17]
- Colpa d'amore (Expiation, 1929)[18]
- Il padre (Father, 1931)[19]
- La fattoria dei gelsomini (The Jasmine Farm, 1934)[20]
- I cani della mia vita (All the Dogs of My Life, autobiografia, 1936)[1]
- Mr Skeffington (Mr. Skeffington, 1940)[21]

## Film tratti da opere di Elizabeth von Arnim
- Da Princess Priscilla's Fortnight (Una principessa in fuga) sono stati tratti due film:
  - Priscillas Fahrt ins Glück (1929) diretto da Fritz Wendhausen
  - The Runaway Princess (1930) diretto da Anthony Asquith
- Da The Enchanted April (Un incantevole aprile) sono stati tratti due film:
  - The Enchanted April (1935) diretto da Harry Beaumont
  - Un incantevole aprile (1992) diretto da Mike Newell
- La signora Skeffington (1944) diretto da Vincent Sherman e tratto da Mr Skeffington